# Leechia
Leechia és un gènere d'arnes de la família Crambidae.

## Taxonomia
- Leechia bilinealis South in Leech & South, 1901[2]
- Leechia exquisitalis (Caradja, 1927)
- Leechia sinuosalis South in Leech & South, 1901[2]